# Галкявичюс, Доминикас
Доминикас Галкявичюс (лит. Dominykas Galkevičius; род. 16 октября 1986, Ионава) — литовский футболист, полузащитник. В настоящее время главный тренер дублирующего состава клуба «Кауно Жальгирис».

## Клубная карьера
Долгое время выступал в Литве за паневежисский «Экранас», с которым несколько раз становился чемпионом страны. В 2011 году перешёл в польский «Заглембе», но не смог там закрепиться.
Во второй половине 2012 года выступал за бобруйской «Белшину». В первой половине 2013 года был игроком рижской «Даугавы», а в сентябре того же года в качестве свободного агента присоединился к новополоцкому «Нафтана». В декабре 2013 года покинул новополоцкий клуб.
В марте 2014 года вернулся на родину, присоединившись к дебютанту литовской А Лиги — клайпедского «Гранитаса».

## Карьера в сборной
Дебют за сборную Литвы состоялся 25 мая 2010 года в матче против сборной Украины. Всего в 2010—2011 годах сыграл 7 матчей за сборную.

## Достижения
- Чемпион Литвыː 2008, 2009, 2010
- Обладатель Кубка Литвыː 2009/10